# Duncan Scott
Duncan William MacNaughton Scott (Glasgow, 6 maggio 1997) è un nuotatore britannico.

## Carriera
Ha conquistato in totale sette medaglie olimpiche, due d'oro (entrambe nella staffetta 4x200 metri stile libero, a Tokyo 2020 ed a Parigi 2024) e sei d'argento.
Il 28 luglio 2019 ai campionati del mondo di nuoto in vasca lunga, nuotò la frazione conclusiva della staffetta 4x100 metri misti maschile con il tempo di 46"14, seconda miglior prestazione della storia di un 100 m sl in una staffetta, alle spalle solo del 46"06 di Lezak.

## Palmarès
- Giochi olimpici

Rio de Janeiro 2016: argento nella 4x200m sl e nella 4x100m misti.
Tokyo 2020: oro nella 4x200m sl, argento nei 200m sl, nei 200m misti e nella 4x100m misti.
Parigi 2024: oro nella 4x200m sl, argento nei 200m misti.
- Mondiali

Kazan' 2015: oro nella 4x200m sl.
Budapest 2017: oro nella 4x200m sl, argento nella 4x100m misti.
Gwangju 2019: oro nella 4x100m misti, bronzo nei 200m sl.
Fukuoka 2023: oro nella 4x200m sl, argento nei 200m misti e bronzo nella 4x100m sl mista.
Doha 2024: bronzo nella 4x100m misti mista.
Singapore 2025: oro nella 4x200m sl.
- Europei

Londra 2016: oro nella 4x100m misti e nella 4x100m misti mista.
Glasgow 2018: oro nei 200m sl, nella 4x200m sl e nella 4x100m misti, argento nei 100m sl.
Budapest 2020: oro nella 4x100m misti e nella 4x100m sl mista, argento nei 200m sl, nella 4x100m sl e nella 4x200m sl.
- Europei in vasca corta

Copenaghen 2017: bronzo nei 100m sl e nei 200m sl.
Glasgow 2019: argento nei 200m sl e nella 4x50m sl mista.
Otopeni 2023: oro nei 200m misti e nella 4x50m sl, argento nei 400m misti.
- Giochi del Commonwealth

Glasgow 2014: argento nella 4x200m sl.
Gold Coast 2018: oro nei 100m sl, argento nei 200m misti, bronzo nei 200m sl, nei 200m farfalla, nella 4x100m sl e nella 4x200m sl.
Birmingham 2022: oro nei 200m sl e nei 200m misti, bronzo nei 100m sl, nei 400m misti, nella 4x200m sl e nella 4x100m misti.
- Giochi europei:

Baku 2015: oro nei 100m sl, nei 200m sl e nella 4x100m sl, argento nella 4x200m sl, nella 4x100m misti e nella 4x100m misti mista.
- Giochi olimpici giovanili

Nanchino 2014: oro nella 4x100m sl.
- Europei giovanili

Dodrecht 2014: oro nei 200m misti e nella 4x100m sl, bronzo nella 4x200m sl.
- Festival olimpico della gioventù europea

Utrecht 2013: oro nei 200m misti, argento nei 400m misti e nella 4x100m sl mista, bronzo nella 4x100m sl.

## Primati personali
I suoi primati personali in vasca da 50 metri sono:
- 100 m stile libero: 47"87 (2019)
- 200 m stile libero: 1'44"26 (2021)
- 400 m stile libero: 4'09"18 (2022)
- 100 m delfino: 52"25 (2019)
- 200 m delfino: 1'56"60 (2018)
- 200 m misti: 1'55"28  (2021)
- 400 m misti: 4'09"18 (2022)

I suoi primati personali in vasca da 25 metri sono:
- 50 m stile libero: 21"25 (2019)
- 100 m stile libero: 46"09 (2019)
- 200 m stile libero: 1'40"25 (2020)
- 400 m stile libero: 3'39"11 (2021)
- 100 m misti: 51"78 (2021)
- 200 m misti: 1'50"98 (2023)
- 400 m misti: 3'59"81 (2019)

## International Swimming League
| Stagione 2019 | Stagione 2020 | Stagione 2021 |
| ------------- | ------------- | ------------- |
| London Roar   | London Roar   | London Roar   |